# الإدارة العسكرية في أوكرانيا

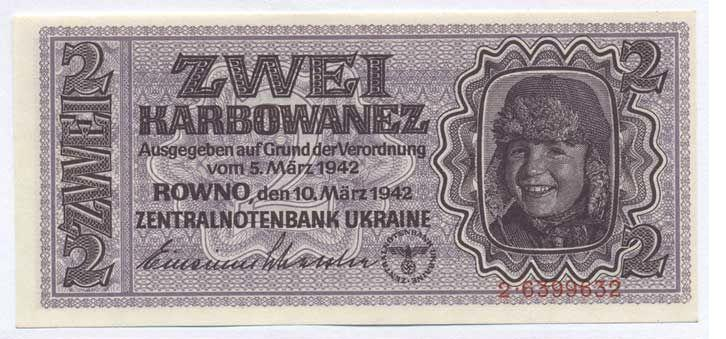
العملة الأوكرانية مكتوبة باللغة الألمانية.

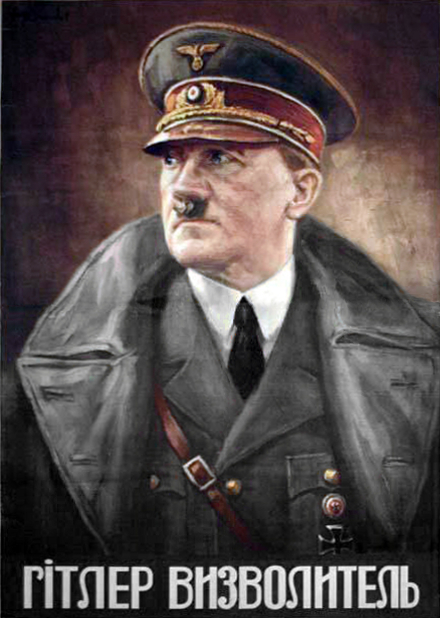
إعلام الدعاية الألماني كتب عليها باللغة الأوكرانية: هتلر، رجل التحرير.

الإدارة العسكرية في أوكرانيا أو مفوضية الرايخ في أوكرانيا (بالألمانية: Reichskommissariat Ukraine) (بالأوكرانية: Райхскомісаріат Україна) (الروسية: Рейхскомиссариат Украина)، هي إدارة عسكرية تمكنت بها القوات الألمانية من السيطرة على الأراضي الأوكرانية سنة 1941م، وتهدف القوات الألمانية إلى القضاء على ماتبقى من الجيش الأحمر الأوكراني، وتأميم الأراضي الأوكرانية وتكوين الشرطة والقطاعات المسلحة الأوكرانية الصديقة للنازيين، إلى أن سقطت سنة 1944م على يد القوات الأوكرانية والسوفيتية.
قبل الغزو الألماني، كانت أوكرانيا جمهورية في الاتحاد السوفيتي، يسكنها الأوكرانيون والروس واليهود والبيلاروسيون والرومانيون والبولنديون وأقليات من شعب الروما/الغجر. كانت أوكرانيا محورًا أساسيًا في التخطيط النازي لتوسيع الدولة الألمانية بعد الحرب. أدت سياسة الإبادة النازية في أوكرانيا، بمساعدة متعاونين أوكرانيين محليين، إلى مقتل ملايين المدنيين خلال الهولوكوست وعمليات القتل الجماعي النازية الأخرى. تشير التقديرات إلى أن ما بين 900000 و1.6 مليون يهودي، وما بين 3 و4 ملايين أوكراني غير يهودي قُتلوا خلال الاحتلال. وتقدّر مصادر أخرى أن نحو 5.2 مليون مدني أوكراني (من جميع الجماعات العرقية) لقوا حتفهم بسبب جرائم ضد الإنسانية، والأمراض الناجمة عن الحرب، والمجاعة، ما يمثل أكثر من 12% من سكان أوكرانيا في ذلك الوقت.

## نظرة تاريخية
شنت ألمانيا النازية عملية بارباروسا ضد الاتحاد السوفيتي في 22 يونيو 1941، منتهكةً بذلك معاهدة عدم الاعتداء المتبادلة.
في 20 أغسطس، أنشأ أدولف هتلر مفوضية الرايخ في أوكرانيا وعيّن إريش كوخ كمفوض للرايخ. في اليوم نفسه، أعلن هتلر أن المنطقة ستخضع للإدارة المدنية اعتبارًا من ظهر يوم 1 سبتمبر، وحدد حدودها.
كانت المفوضية تخضع في البداية لوزارة الرايخ للأراضي الشرقية المحتلة بقيادة ألفريد روزنبرغ، لكنها أصبحت لاحقًا كيانًا مدنيًا ألمانيًا مستقلًا. تم أول انتقال للأراضي الأوكرانية السوفيتية من الإدارة العسكرية إلى الإدارة المدنية في 1 سبتمبر 1941.
في ذهن أدولف هتلر وغيره من التوسعيين الألمان، كان تدمير الاتحاد السوفيتي، الذي وصفوه بأنه "دولة يهودية-بلشفية"، سيزيل تهديدًا من الحدود الشرقية لألمانيا، وسيمكن من استعمار المساحات الشاسعة من أوروبا الشرقية تحت شعار «ليبنزراوم» (المجال الحيوي) لتلبية الاحتياجات المادية للشعب الجرماني. انتشرت على نطاق واسع بين الجمهور الألماني والمسؤولين النازيين من مختلف الرتب تصريحات أيديولوجية تؤكد حق العرق الألماني "Herrenvolk" (العرق السيد) في التوسع، لا سيما باتجاه الشرق. لاحقًا، في عام 1943، صرح إريش كوخ عن مهمته قائلًا: «نحن عرقٌ سيد، ويجب أن نتذكر أن أدنى عامل ألماني أكثر قيمة من الناحية العرقية والبيولوجية بألف مرة من السكان هنا.»
في 14 ديسمبر 1941، ناقش روزنبرغ مع هتلر مختلف القضايا الإدارية المتعلقة بمفوضية الرايخ في أوكرانيا.
في 28 يوليو 1944، احتل الجيش السوفيتي آخر جزء من مفوضية الرايخ في أوكرانيا، وهي منطقة بريست. تمت تصفية المفوضية رسميًا في 10 نوفمبر 1944.

## الجغرافيا
استثنت مفوضية الرايخ في أوكرانيا عدة أجزاء من أوكرانيا الحالية، بينما ضمت بعض المناطق الواقعة خارج حدودها الحديثة. امتدت حدودها في الغرب من منطقة فولينيا حول لوتسك، إلى خط يمتد من فينيتسا إلى ميكولايف على طول نهر بوغ الجنوبي في الجنوب، وحتى المناطق المحيطة بكييف وبولتافا وزابوروجيا في الشرق. أما الأراضي التي تم احتلالها شرقًا، بما في ذلك باقي أوكرانيا مثل شبه جزيرة القرم وتشيرنيغوف وخاركوف وحوض دونباس، فقد ظلت تحت الحكم العسكري الألماني حتى انسحاب القوات النازية بين عامي 1943 و1944.
تم نقل منطقة غاليسيا الشرقية إلى سيطرة الحكومة العامة بموجب مرسوم من هتلر، وأصبحت المنطقة الإدارية الخامسة ضمنها، تحت اسم «إقليم غاليسيا».
شملت المفوضية عدة مناطق جنوبية من بيلاروسيا الحالية، بما في ذلك بوليسيا، وهي منطقة واسعة شمال نهر بريبيات تتميز بالغابات والمستنقعات، بالإضافة إلى مدينة بريست-ليتوفسك، وبلدتي بينسك وموزير. جاء هذا التعديل الحدودي من قبل الألمان بهدف ضمان إمدادات خشب ثابتة وتحقيق كفاءة في النقل بالسكك الحديدية والممرات المائية.

## الإدارة

### الشخصيات السياسية المرتبطة بالإدارة الألمانية في أوكرانيا
- ألفريد روزنبرغ – وزير الرايخ للأراضي الشرقية المحتلة
- جيورج ليبرانت – وزارة الأراضي الشرقية
- أوتو برويتيغام – وزارة الأراضي الشرقية

### مفوض الرايخ في أوكرانيا، إريش كوخ
- ألفريد إدوارد فراونفيلد – المفوض العام لمنطقة القرم-تاورين
- كورت كليم – المفوض العام لمنطقة جيتومير (أكتوبر 1941 – أكتوبر 1942)
- إرنست لودفيج لايزر – المفوض العام لمنطقة جيتومير (أكتوبر 1942 – أكتوبر 1943)
- هيلموت كويتسراو – المفوض العام لمنطقة كييف (سبتمبر 1941 – فبراير 1942)
- فالدمار ماجونيا – المفوض العام لمنطقة كييف (فبراير 1942 – 1944)
- إيوالد أوبيرمان – المفوض العام لمنطقة نيكولاييف
- هاينريش شونه – المفوض العام لمنطقة فولينيا-بودوليا (سبتمبر 1941 – فبراير 1944)
- كلاوس زيلزنر – المفوض العام لمنطقة دنيبروبتروفسك (سبتمبر 1941 – يونيو 1944)
- كارل شتمب – عالم إثنولوجيا وقائد وحدة SS Sonderkommando Dr Karl Stumpp

## النوايا الألمانية
وفقًا للنازيين، كان كل من اليهود والأوكرانيين السلافيين يُعتبرون «أونترمنش» (Untermensch)، أي «دون البشر»، وبالتالي لم يكن لهم مكان سوى العبودية أو الإبادة. إريش كوخ، الذي اختاره أدولف هتلر لحكم أوكرانيا، عبّر عن احتقاره للأوكرانيين ببساطة واضحة، قائلًا: «حتى لو وجدت أوكرانيًا يستحق الجلوس إلى مائدتي، فيجب أن أعدمه»، كما قال: «تذكروا أن أدنى عامل ألماني أكثر قيمة من الناحية العرقية والبيولوجية بألف مرة من السكان هنا، الذين يختلفون عن السلالة الآرية أكثر من سكان لينينغراد.»
كان النظام يخطط لتشجيع استيطان المزارعين الألمان وغيرهم ممن يُعتبرون «جرمانيين» في المنطقة بعد الحرب، إلى جانب تمكين بعض الألمان العرقيين (Volksdeutsche) داخل الأراضي المحتلة. كانت أوكرانيا في العصور القديمة أقصى نقطة شرقية استقر فيها القوط المهاجرون بين القرنين الثاني والرابع، ولذلك، وفقًا لهتلر، «يجب ألا تُستخدم هنا إلا اللغة الألمانية.»
خلال الاحتلال، نشر الألمان صحيفة محلية باللغة الألمانية تحمل اسم "Deutsche Ukrainezeitung".
احتفظ عدد قليل جدًا من المدن الأوكرانية وأقاليمها المجاورة بأسماء ألمانية خلال الاحتلال. تم تخصيص هذه المدن كمعاقل حضرية للألمان العرقيين (Volksdeutsche). من بين هذه المدن هيغيفالد (المقر الميداني لهينريش هيملر وموقع مستوطنة ألمانية تجريبية صغيرة) وفورسترشتات وهالبشتات (مستوطنة مينونايتية ناطقة بالألمانية) وألكسندرشتات وكروناو وفريزيندورف.
في 12 أغسطس 1941، أصدر هتلر أمرًا بتدمير العاصمة الأوكرانية كييف بالكامل باستخدام القنابل الحارقة وإطلاق النار. لكن نظرًا لافتقار الجيش الألماني إلى المواد اللازمة لتنفيذ هذه العملية، لم يتم تنفيذها. بدلًا من ذلك، قرر المخططون النازيون تجويع سكان المدينة. من ناحية أخرى، اعتبر هاينريش هيملر أن كييف «مدينة ألمانية قديمة» بسبب حقوق مدينة ماغديبورغ التي حصلت عليها في القرون السابقة.